# Gaston Maugras (musicien)
Pour les articles homonymes, voir Gaston Maugras.
Scènes principales
Orchestre de la Société des concerts du Conservatoire 
Orchestre de l'Opéra national de Paris
Gaston Maugras est un hautboïste français né le 29 octobre 1934 à Denain et mort le 23 septembre 1991 à Paris.

## Biographie
Gaston Maugras naît le 29 octobre 1934 à Denain. 
Il entre très jeune comme hautboïste à l'Orchestre de la Société des concerts du Conservatoire où il est repéré par Charles Munch. Il succède en 1960 à Étienne Baudo au poste de cor anglais solo à l'Orchestre de l'Opéra national de Paris. Également chambriste, il joue avec le Trio d'anches de Paris et l'ensemble Secolo barocco,. 
Il est, en 1954, le premier hautboïste lauréat du concours international de musique de l'ARD.
La fin de sa vie est affectée par la dépression provoquée par l'extrême tension due à son instrument. Il meurt à l'âge de 56 ans le 23 septembre 1991 dans le 16e arrondissement de Paris.